# Tömegpont
A tömegpont nem más, mint egy test egyszerűsített fizikai modellje. Fontos, hogy a tömegpontnak nincs kiterjedése, csak tömege van. Ez a tömeg megegyezik a helyettesített test tömegével. Ezen egyszerűsítés könnyít a számításokon és sokszor csak elhanyagolható hibát eredményez (pl. különféle hajításoknál)
Minden inerciarendszerben levő testre alkalmazható Newton második törvénye:
{\displaystyle \mathbf {F} =m\mathbf {a} }
ahol F a testre ható erők eredője, m a test tömege és a a test gyorsulása. A klasszikus mechanikában a tömegpont mozgásállapotát egyértelműen meghatározza a helyzete és a lendülete. Ha adott a testre ható erők eredője és a test tömege, akkor a fenti egyenlet alapján meghatározható a test mozgásállapotának változása.

## Külső hivatkozások
- Tömegpont a sulineten